# III Krakowski Batalion Etapowy
III Krakowski batalion etapowy – oddział wojsk wartowniczych i etapowych w okresie II Rzeczypospolitej pełniący między innymi służbę ochronną na granicy polsko-sowieckiej.

## Formowanie i zmiany organizacyjne
Formowanie batalionu rozpoczęto na przełomie 1918–1919. Otrzymał on nazwę okręgu generalnego, w którym powstał i kolejny numer porządkowy oznaczany cyfrą rzymską. Do batalionu wcielono żołnierzy starszych wiekiem i o słabszej kondycji fizycznej. Oficerowie i podoficerowie nie mieli większego doświadczenia bojowego. Batalion nie posiadał broni ciężkiej, a broń indywidualną żołnierzy stanowiły stare karabiny różnych wzorów z niewielką ilością amunicji.
Wiosną 1920 batalion podlegał Dowództwu Okręgu Etapowego „Wilno”. W czerwcu 1920 batalion liczył 20 oficerów, 777 podoficerów i szeregowców.
W lipcu batalion pełnił służbę garnizonową w Białymstoku. Po jego opuszczeniu, będąc w podporządkowaniu 10 Dywizji Piechoty gen. Lucjana Żeligowskiego, walczył przez kilka dni w obronie linii Narwi i poniósł duże straty. 29 lipca liczył w stanie bojowym 8 oficerów i 230 podoficerów i szeregowców.
W lutym 1921 bataliony etapowe przejęły ochronę granicy polsko-rosyjskiej. Początkowo pełniły ją na linii kordonowej, a w maju zostały przesunięte bezpośrednio na linię graniczną z zadaniem zamknięcia wszystkich dróg, przejść i mostów.
W 1921 bataliony etapowe ochraniające granicę przekształcono w bataliony celne. III Krakowski batalion etapowy wspólnie z V Krakowskim batalionem etapowym utworzyły 27 batalion celny.

## Służba etapowa
W marcu 1921 batalion obsadzał pododcinek kordonowy Pohost od Łużek [wł.] do Porobrodzia [wł.]
W maju nastąpiło przesuniecie kordonu na linię graniczna. Batalion ochraniał odcinek od Wiat do Masurina (granica DOK Wilejka).
Z chwilą powstania 27 batalionu celnego, objął on dotychczasowe odcinki III i V Krakowskich batalionów etapowych i częściowo odcinek I Lubelskiego batalionu etapowego.

## Dowódcy batalionu
- mjr Władysław Klimaszewski (od 17 VI 1919[12])